# Estação Pedras Rubras
A Estação Pedras Rubras é uma estação da Linha B do Metro do Porto. Localiza-se na freguesia de Moreira, concelho da Maia.